# Set the Fire to the Third Bar
Set the Fire to the Third Bar is een nummer van de alternatieve rockgroep Snow Patrol. Het werd uitgebracht als de vierde single van het vierde studioalbum Eyes Open. Het nummer is een duet met de zangeres Martha Wainwright.

## Achtergrondinformatie

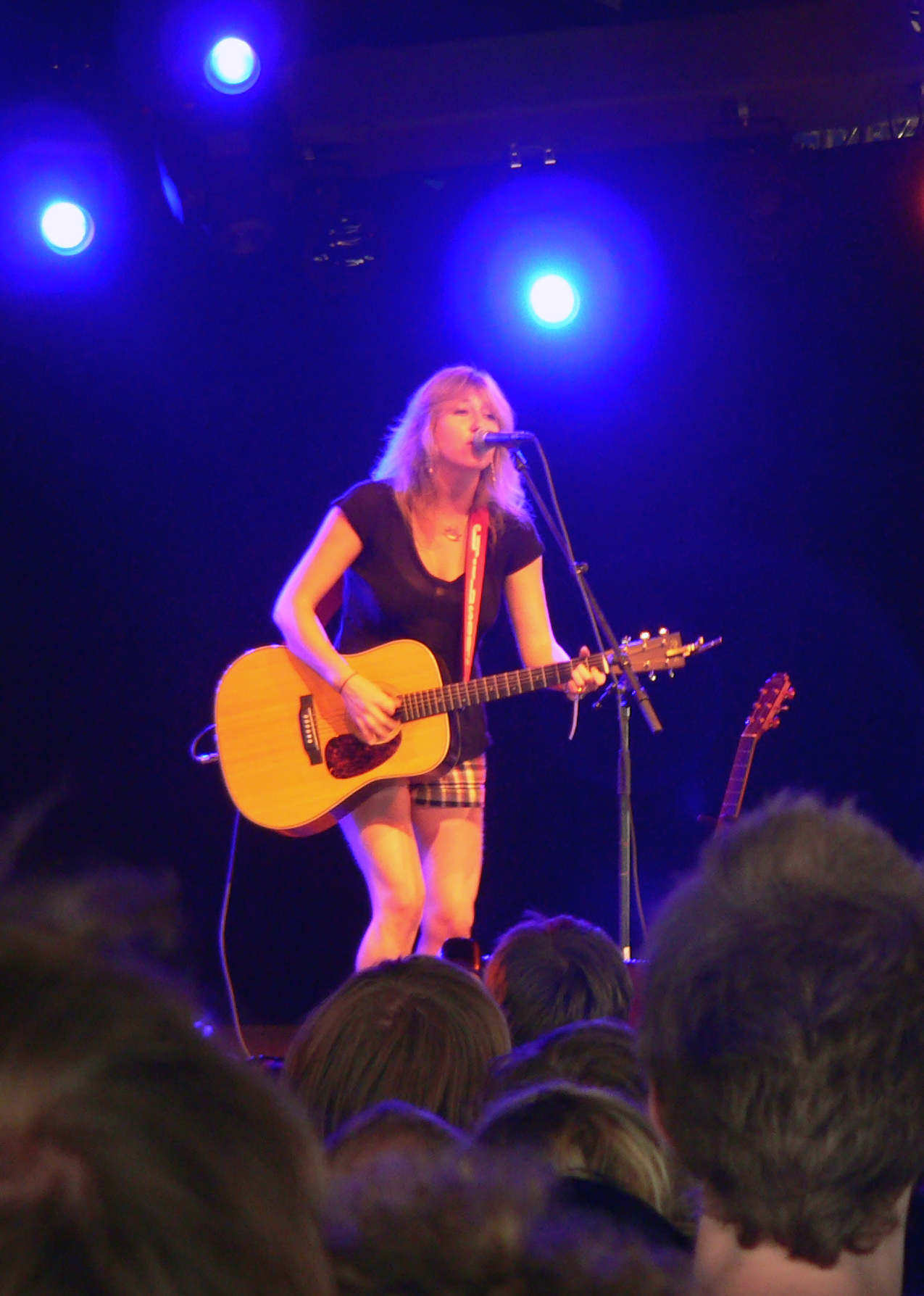
Folkzangeres Martha Wainwright werd uitgenodigd voor een samenwerking.

Het nummer gaat over langeafstandsrelaties ("And miles from where you are") en het verlangen om bij elkaar te zijn ("I pray that something picks me up/ And sets me down in your warm arms").
Een van de albums die de bandleden tijdens het opnemen van Eyes Open vaak luisterden, was de ep Bloody Mother Fucking Asshole van folkzangeres Martha Wainwright. Lee kwam hierdoor op het idee dat de stemmen van Wainwright en Lightbody goed met samen konden werken. Uit de Schotse kant kwam het verzoek aan de zangeres of zij geïnteresseerd zou zijn in een eventuele samenwerking en Wainwright vroeg de band vervolgens om het nummer. De band had echter nog geen potentieel nummer klaarstaan en begon te werken aan een nummer dat uiteindelijk met Set the Fire to the Third Bar werd uitgebracht op single. Lightbody schreef drie maanden aan songteksten van nummers op het album en vond het hier en daar erg duister klinken. Met de samenwerking in gedachten, schreef Lightbody het nummer in twintig minuten en noemde het een opluchting vanwege de themaverandering. Hij omschreef het nummer als een liefdesaubade aan Wainwrights stem. "The Third Bar" verwijst naar Lightbody's kindertijd, waarin de verwarming enkele klikken (bar's) omhoog gezet moest worden om meer warmte uit te stralen. Deze verwijzing kwam bij de schrijver op nadat hij in een koude kamer in de winter van 2005 aan het schrijven was. Daarnaast laat het de baken van warmte van een nummer over afstand en het proberen iemand te bereiken zien.
Het nummer is geremixt door Anu Pillai van Freeform Five, een vriend van Lightbody en toetsenist Tom Simpson. Het nummer heeft verder verschillende gastvocalen gehad. Zo zongen Lisa Hannigan, Miriam Kaufmann en actrice Maria Doyle Kennedy Wainwrights gedeelte tijdens tours. Verder heeft het Cheryl Cole, Andrea Corr en zelfs een mannelijke stem door komiek James Cordenn als gastvocalen gehad.
Het nummer werd gebruik in de trailer van de film Dear John uit 2010, waardoor het in de Verenigde Staten in populariteit steeg.

## Videoclip
De videoclip is geschoten in het Verenigd Koninkrijk met Paul McGuigan achter de camera's. In de videoclip zijn de leadzanger Gary Lightbody en Wainwright te zien. Zij bevinden zich in een verhoorkamer, gescheiden door een grote spiegelplaat waar Wainwright Lightbody door kan zien maar dit voor Lightbody andersom niet mogelijk is. Het contrast tussen deze twee wordt vergroot doordat Lightbody zich in een witte kamer zingt, terwijl de zangeres dit in een donkere kamer doet.

## Tracklist
Alle teksten zijn geschreven door Gary Lightbody, alle muziek is geschreven door Snow Patrol.
| Nr. | Titel                                                                        | Duur  |
| --- | ---------------------------------------------------------------------------- | ----- |
| 1.  | Set the Fire to the Third Bar (featuring Martha Wainwright, (album version)) | 03:22 |
| 2.  | You're All I Have (Live in Hamburg)                                          | 04:42 |

| Nr. | Titel                                                                        | Duur  |
| --- | ---------------------------------------------------------------------------- | ----- |
| 1.  | Set the Fire to the Third Bar (featuring Martha Wainwright, (album version)) | 03:22 |
| 2.  | Chasing Cars (Live)                                                          |       |

| Nr. | Titel                                                                        | Duur  |
| --- | ---------------------------------------------------------------------------- | ----- |
| 1.  | Set the Fire to the Third Bar (featuring Martha Wainwright, (radio edit))    | 03:16 |
| 2.  | Set the Fire to the Third Bar (featuring Martha Wainwright, (album version)) | 03:32 |

## Hitnotering
| "Set the Fire to the Third Bar" in de Ultratop 50 - binnen: 18 april 2009 | "Set the Fire to the Third Bar" in de Ultratop 50 - binnen: 18 april 2009 | "Set the Fire to the Third Bar" in de Ultratop 50 - binnen: 18 april 2009 | "Set the Fire to the Third Bar" in de Ultratop 50 - binnen: 18 april 2009 | "Set the Fire to the Third Bar" in de Ultratop 50 - binnen: 18 april 2009 |
| Week                                                                      | 01                                                                        | 02                                                                        | 03                                                                        | uit                                                                       |
| ------------------------------------------------------------------------- | ------------------------------------------------------------------------- | ------------------------------------------------------------------------- | ------------------------------------------------------------------------- | ------------------------------------------------------------------------- |
| Nummer                                                                    | 49                                                                        | 41                                                                        | 48                                                                        | uit                                                                       |

### NPO Radio 2 Top 2000
| Nummer met noteringen in de NPO Radio 2 Top 2000 | '15  | '16  | '17  | '18  | '19  |
| ------------------------------------------------ | ---- | ---- | ---- | ---- | ---- |
| Set the Fire to the Third Bar                    | 1624 | 1867 | 1865 | 1909 | 1964 |

1. ↑  Een vetgedrukt getal geeft de hoogste notering aan.
2. ↑  2015 was het eerste jaar met een notering voor dit nummer.
3. ↑  Deze tabel is bijgewerkt tot en met de laatste editie (2024).

## Medewerkers
Snow Patrol
- Gary Lightbody: vocalen, gitaar, achtergrondzang
- Nathan Connolly: gitaar, achtergrondzang
- Paul Wilson: basgitaar, achtergrondzang
- Jonny Quinn: drums
- Tom Simpson: keyboards
- Gastzangeres: Martha Wainwright

Productie
- Schrijver: Gary Lightbody
- Muziek: Lightbody, Connolly, Wilson, Quinn, Simpson
- Producer: Jacknife Lee
- Engineer: Tom Mcfall, Sam Bell, Stefano Soffia
- Mixer: Cenzo Townshend, Owen Skinner
- Mastering: John Davies
- Artwork: Guram Lubaggi Jiménez
- Opgenomen in de Grouse Lodge Studios in Ierland en de Parkgate Studios.
- Gemixt in de Olympic Studios in Londen.